# Pteridotelus
Pteridotelus is een kevergeslacht uit de familie van de boktorren (Cerambycidae). De wetenschappelijke naam van het geslacht werd voor het eerst geldig gepubliceerd in 1855 door White.

## Soorten
Pteridotelus omvat de volgende soorten:
- Pteridotelus contaminatus Thomson, 1865
- Pteridotelus hematopus (Lameere, 1884)
- Pteridotelus laticornis White, 1855
- Pteridotelus pupillatus Lacordaire, 1872